# Marek Biliński
Marek Biliński (* 17. května 1953 Štětín) je polský hudebník. Studoval na hudební akademii v Poznani. Jeho první skupinou, v níž působil v letech 1980 až 1983, byla Bank. Své první album nazvané Ogród króla świtu vydal v roce 1983.V roce 1984 měl premiéru československo-polský akční film ZÁTAH, v němž je autorem veškeré hudby.  V letech 1986 až 1990 přednášel na hudební akademii v Kuvajtu a v té době skládal hudbu s arabskými prvky. V roce 2017 získal cenu Człowiek ze Złotym Uchem.